# Appias waltraudae
Appias waltraudae is een vlindersoort uit de familie van de Pieridae (witjes), onderfamilie Pierinae.
Appias waltraudae werd in 1977 beschreven door Schröder, H.